# Wilhelmstraße (Berlin-Mitte)
Die Wilhelmstraße liegt in den Berliner Ortsteilen Mitte (Bezirk Mitte) und Kreuzberg (Bezirk Friedrichshain-Kreuzberg). Sie war Sitz wichtiger Regierungsbehörden Preußens, des Deutschen Reiches sowie der DDR und ist in dieser Tradition bis heute bedeutender Teil des politischen Berlins und Sitz internationaler politischer Institutionen. Bis 1945 galt der rhetorische Ausdruck Wilhelmstraße als Metonym für die deutsche Reichsregierung, ähnlich wie Downing Street No. 10 für die britische Regierung steht. Trotz starker Zerstörungen im Zweiten Weltkrieg durch alliierte Luftangriffe und die Schlacht um Berlin sind zahlreiche historische Gebäude an der Wilhelmstraße erhalten; die Berliner Denkmalliste nennt 19 schützenswerte Objekte. Ende der 1980er Jahre wurde ein großer Teil des Viertels mit Plattenbauten überbaut.
Die Straße, ursprünglich in den 1730er Jahren im Zuge einer Stadterweiterung durch König Friedrich Wilhelm I. unter dem Namen Husarenstraße angelegt, erhielt ihren heutigen Namen um 1740 nach dessen Tod. Vor allem in der Zeit des Kaiserreiches und der Weimarer Republik war das Gebiet um die Wilhelmstraße als Regierungsviertel bekannt.

## Verlauf
Die rund 2,4 km lange Straße verläuft in nord-südlicher Richtung. Sie beginnt im Norden am Reichstagufer, kreuzt den Boulevard Unter den Linden an der Ostseite des Pariser Platzes und die Leipziger Straße und endet heute am Halleschen Ufer des Landwehrkanals nahe dem Halleschen Tor in Kreuzberg. Ursprünglich lief ihr südliches Ende in das Rondell (Belle-Alliance-Platz, heute: Mehringplatz) ein, sie wurde allerdings um 1970 vom Platz weg verschwenkt.

## Teilsperrung

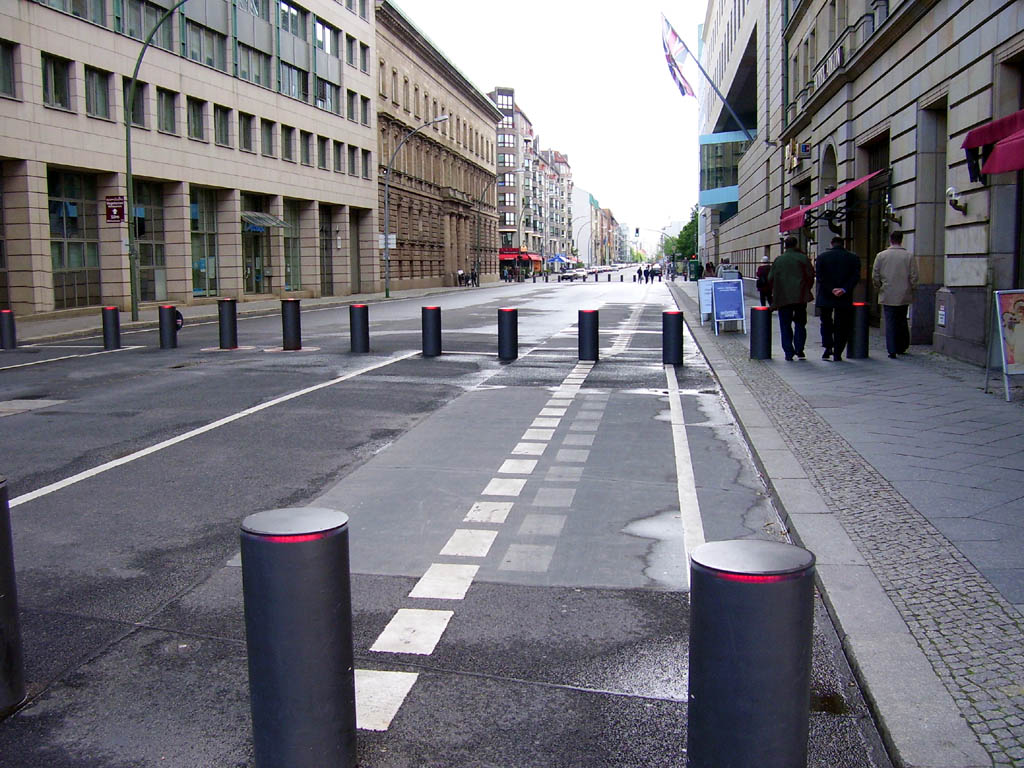
Gesperrter Teilabschnitt vor der britischen Botschaft

Zwischen der Behrenstraße und Unter den Linden ist die Wilhelmstraße seit 2003 zum Schutz der dortigen britischen Botschaft vor allem vor Autobomben für den motorisierten Durchgangsverkehr gesperrt.

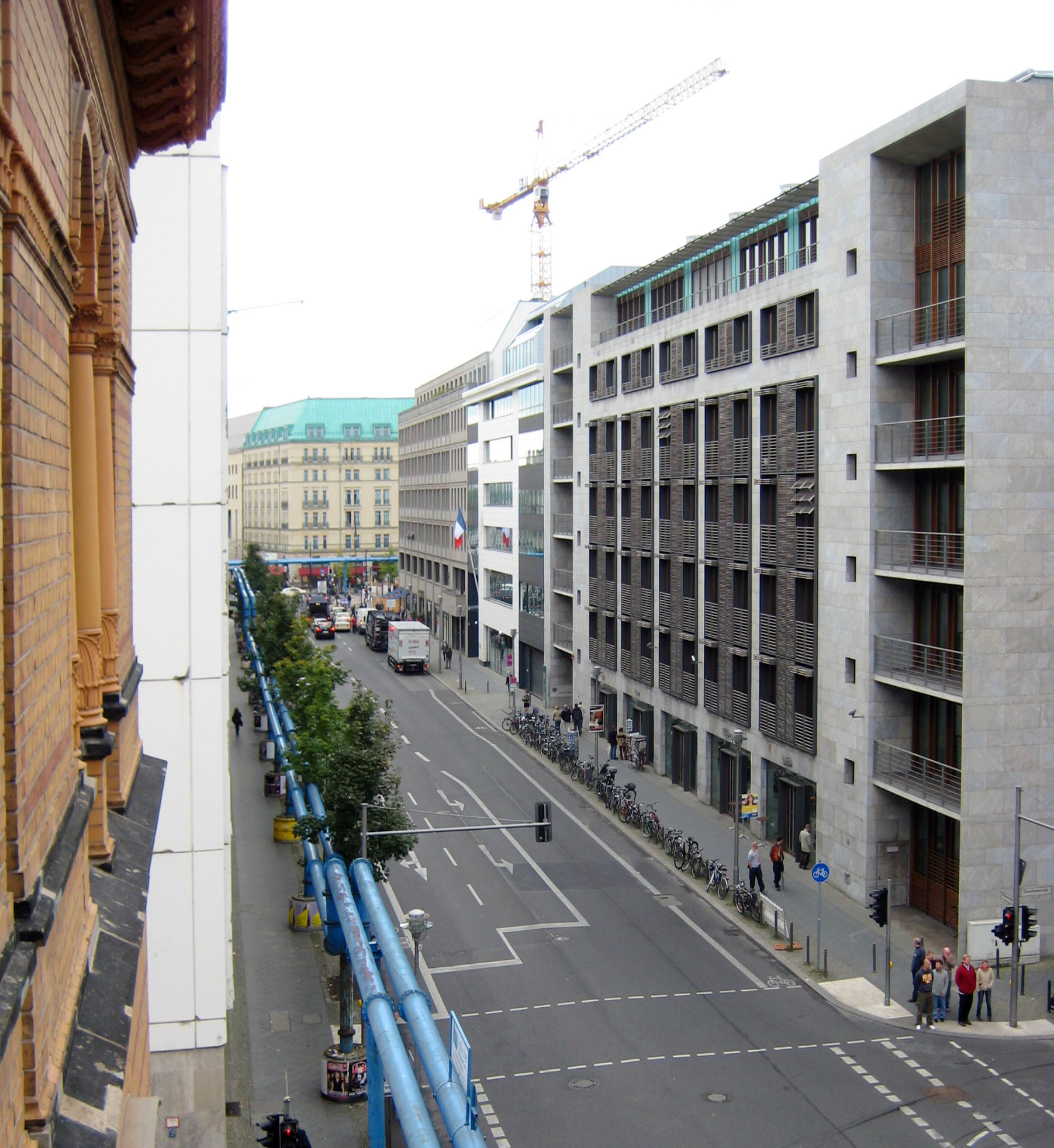
Blick von der Dorotheenstraße südwärts zum Boulevard
Unter den Linden

Im Jahr 2014 verhandelten Berliner Verkehrs- und Sicherheitspolitiker und Vertreter aus Bundesministerien in vertraulichen Gesprächen über eine Aufhebung der Sperre, da für britische Auslandseinrichtungen eine Neubewertung zu erwarten war. Als weiteres Argument für die Freigabe des Straßenabschnitts dient auch der Verweis auf die längeren Fahrtwege für Rettungsfahrzeuge der in der Nähe ansässigen Charité. Zuvor müsse jedoch das Landeskriminalamt auswerten, ob die Sicherheitslage dies zulasse. Die Entscheidung über eine Freigabe des gesperrten Teilabschnitts liegt allerdings nicht im Zuständigkeitsbereich des Bezirks, sondern der Bundesregierung. Als Kompromissvorschlag wurde von dem Berliner CDU-Abgeordneten Oliver Friederici eine Freigabe von zwei der insgesamt vier Fahrstreifen gefordert. Eine Entscheidung ist bislang (Stand: Herbst 2021) nicht gefallen, die Sperrung besteht aktuell weiter.

## Geschichte

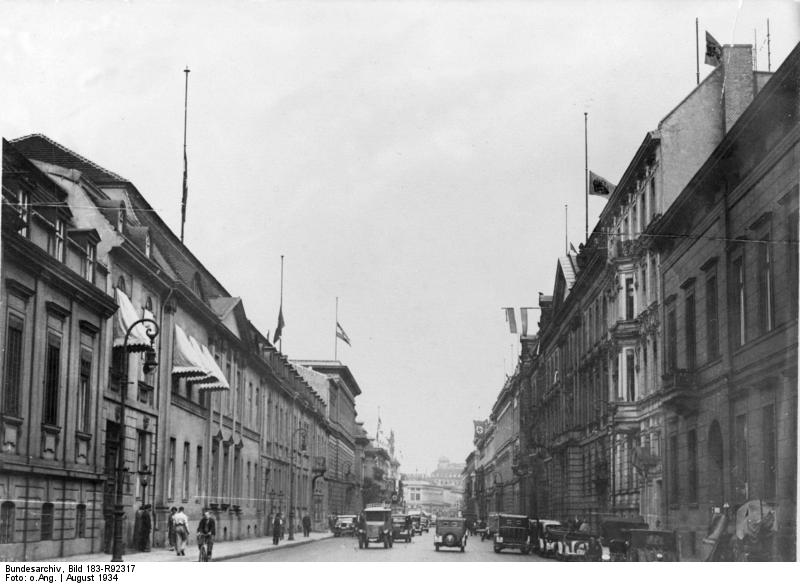
Wilhelmstraße mit Blick zur Reichskanzlei (Nr. 77) und zum Auswärtigen Amt (Nr. 76) auf der linken Straßenseite, August 1934

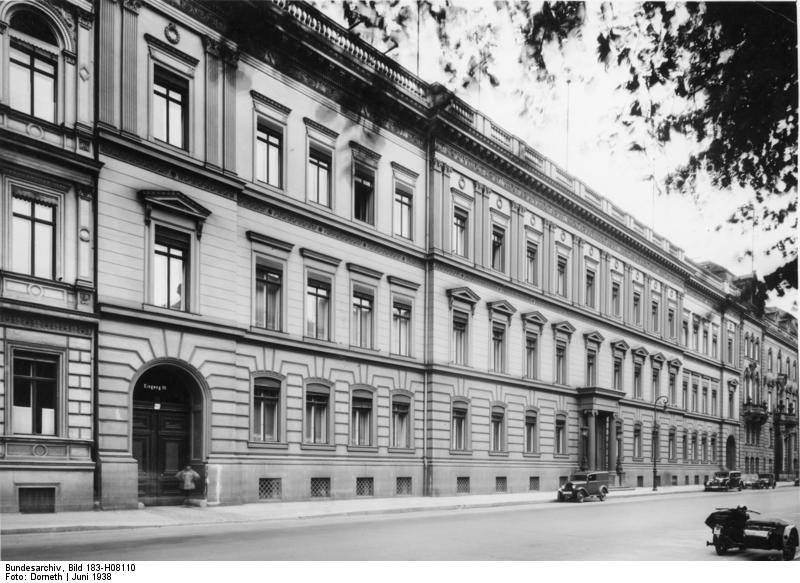
Reichsjustizministerium in der Wilhelmstraße 65, Juni 1938

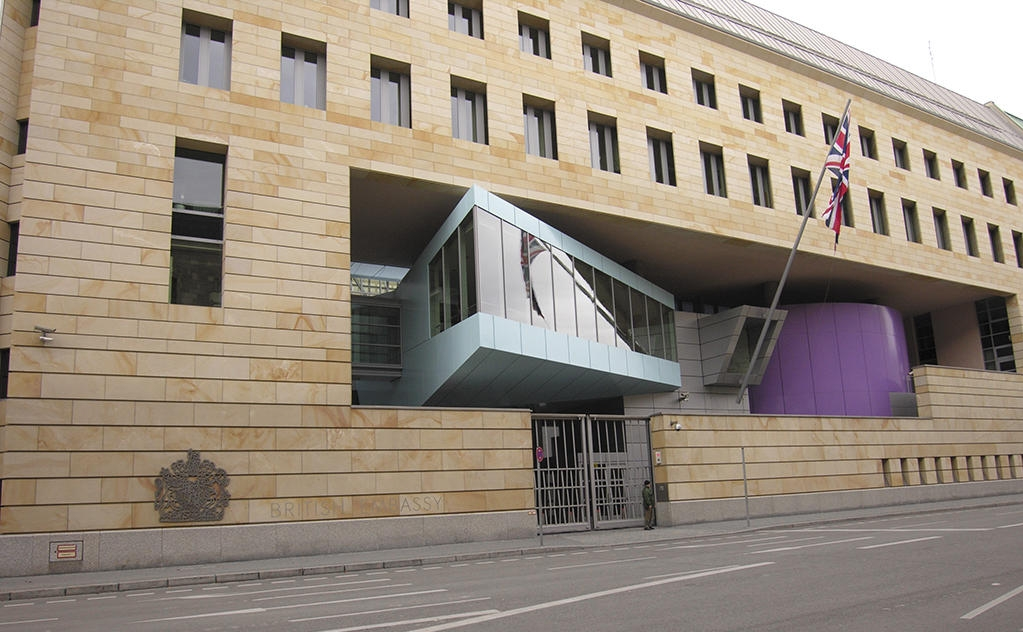
Britische Botschaft (Nr. 70/71)

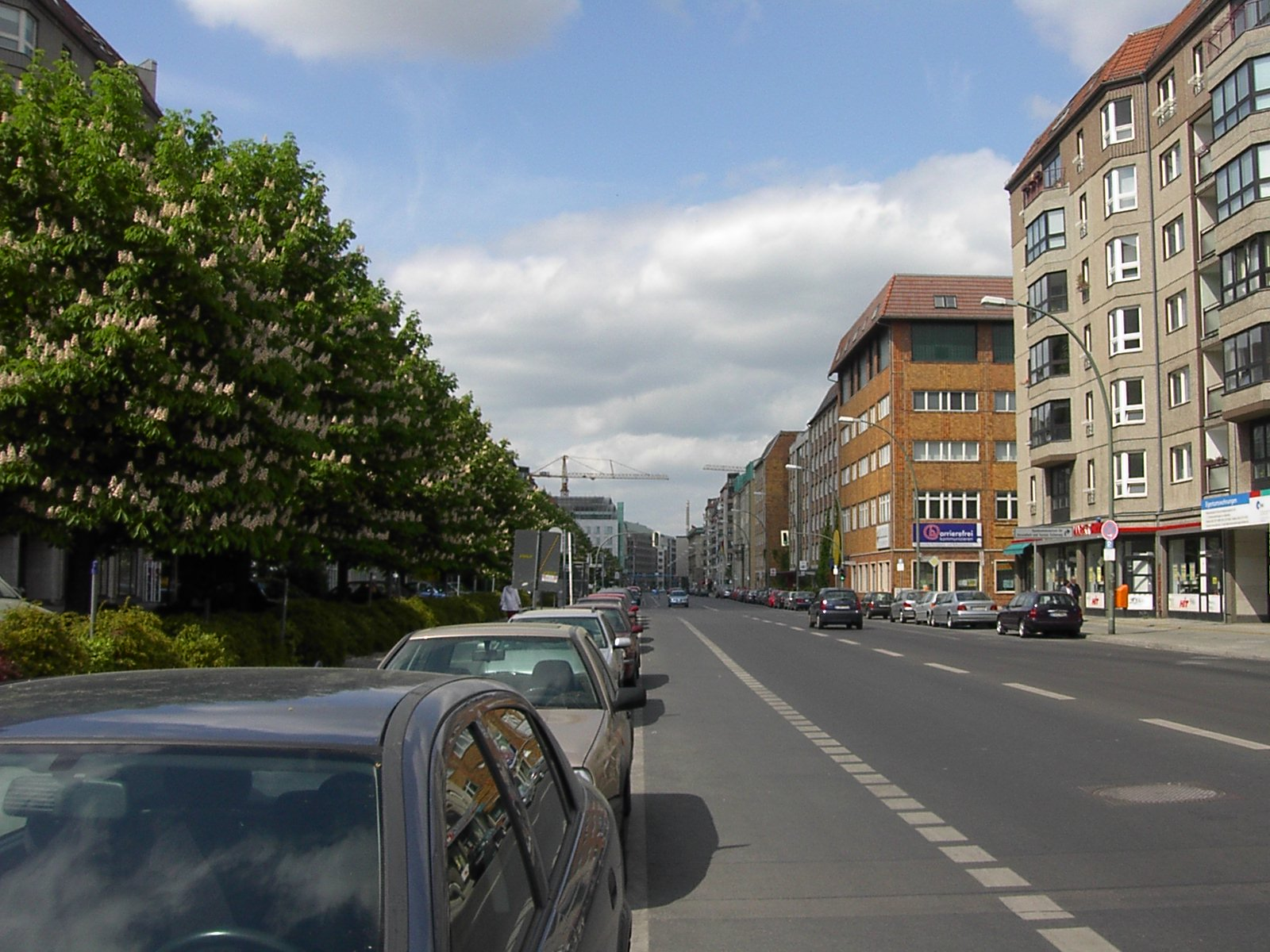
Wilhelmstraße/An der Kolonnade

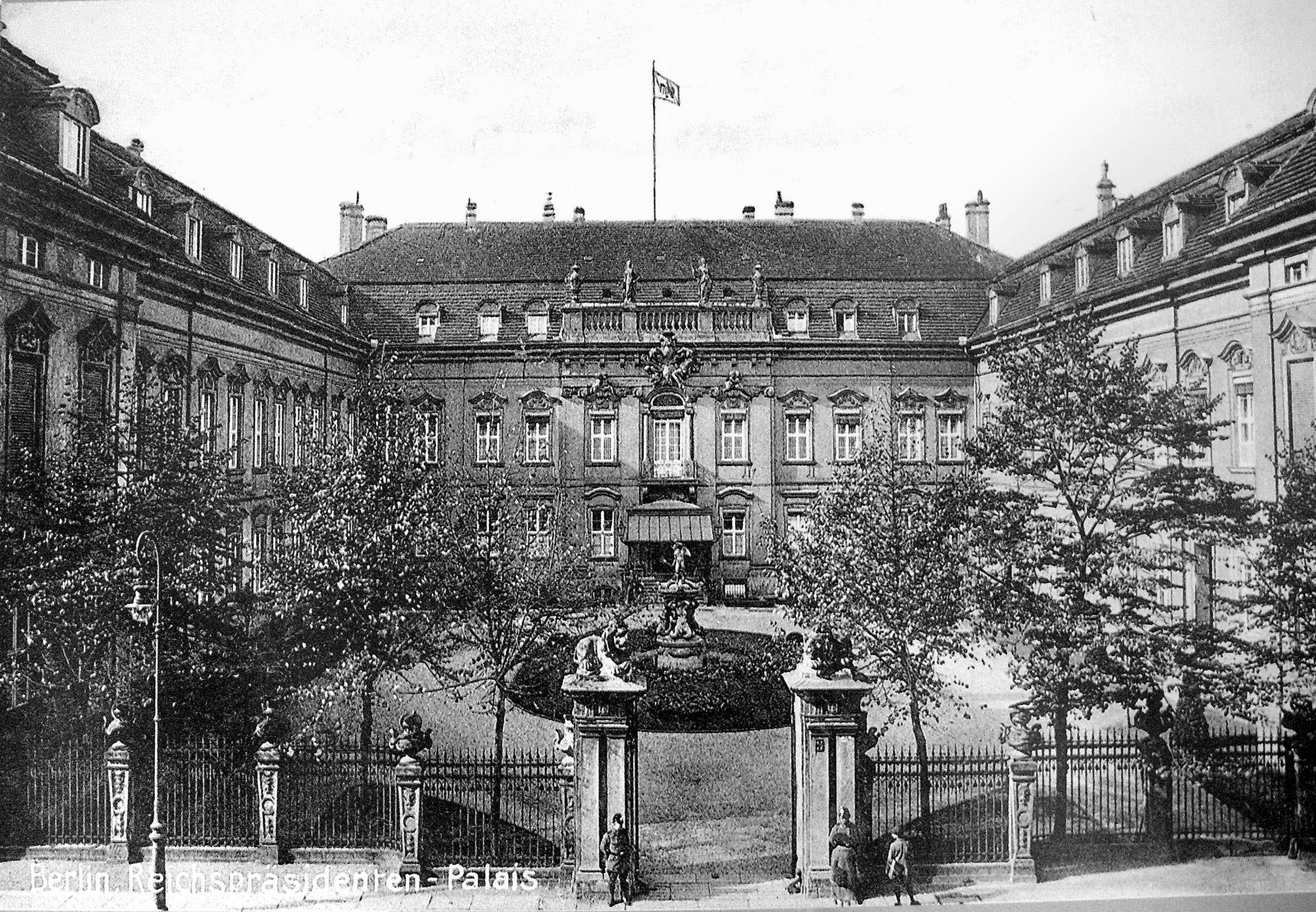
Palais des Reichspräsidenten (Nr. 73)

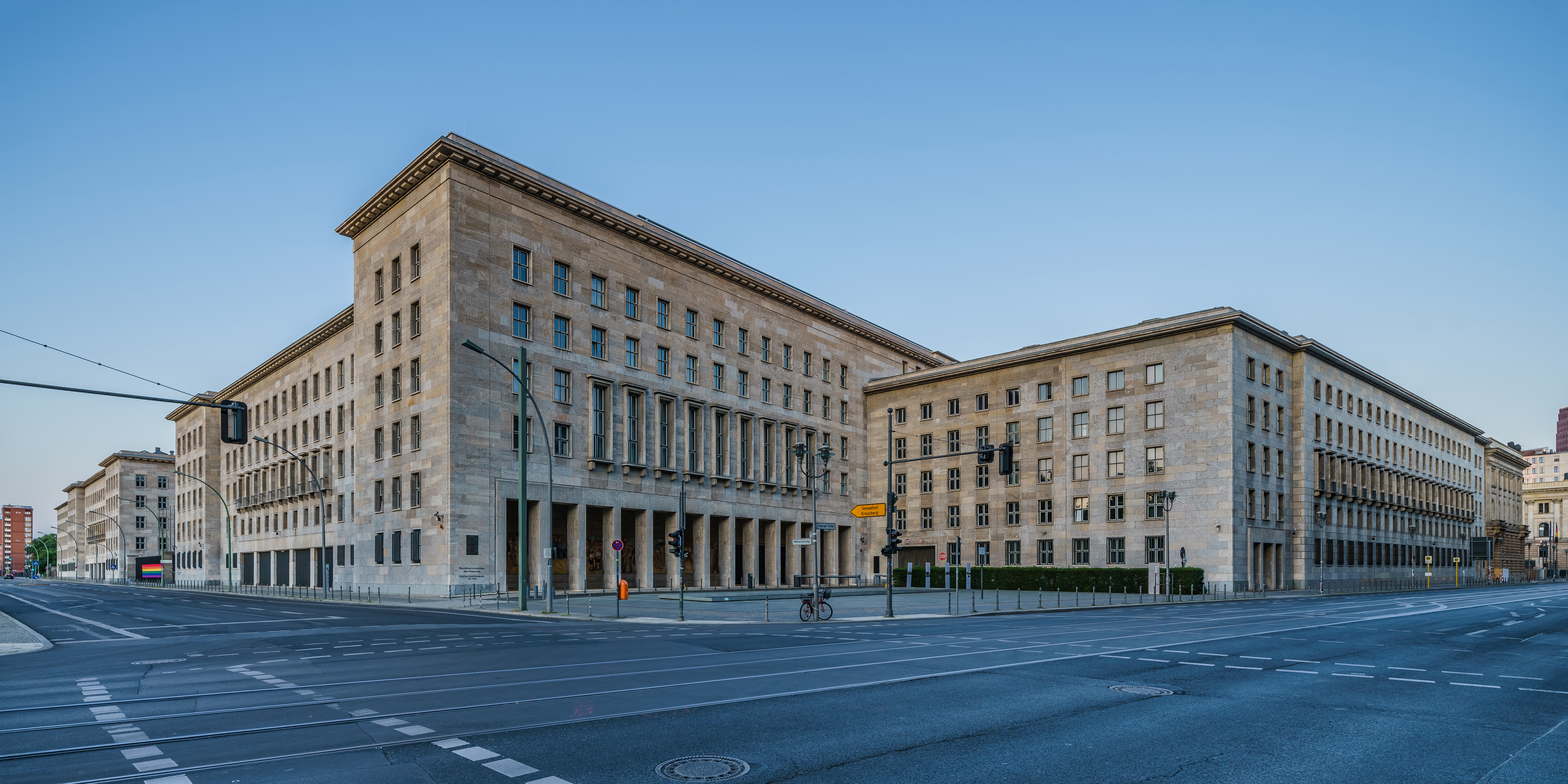
Bundesfinanzministerium (Nr. 97)

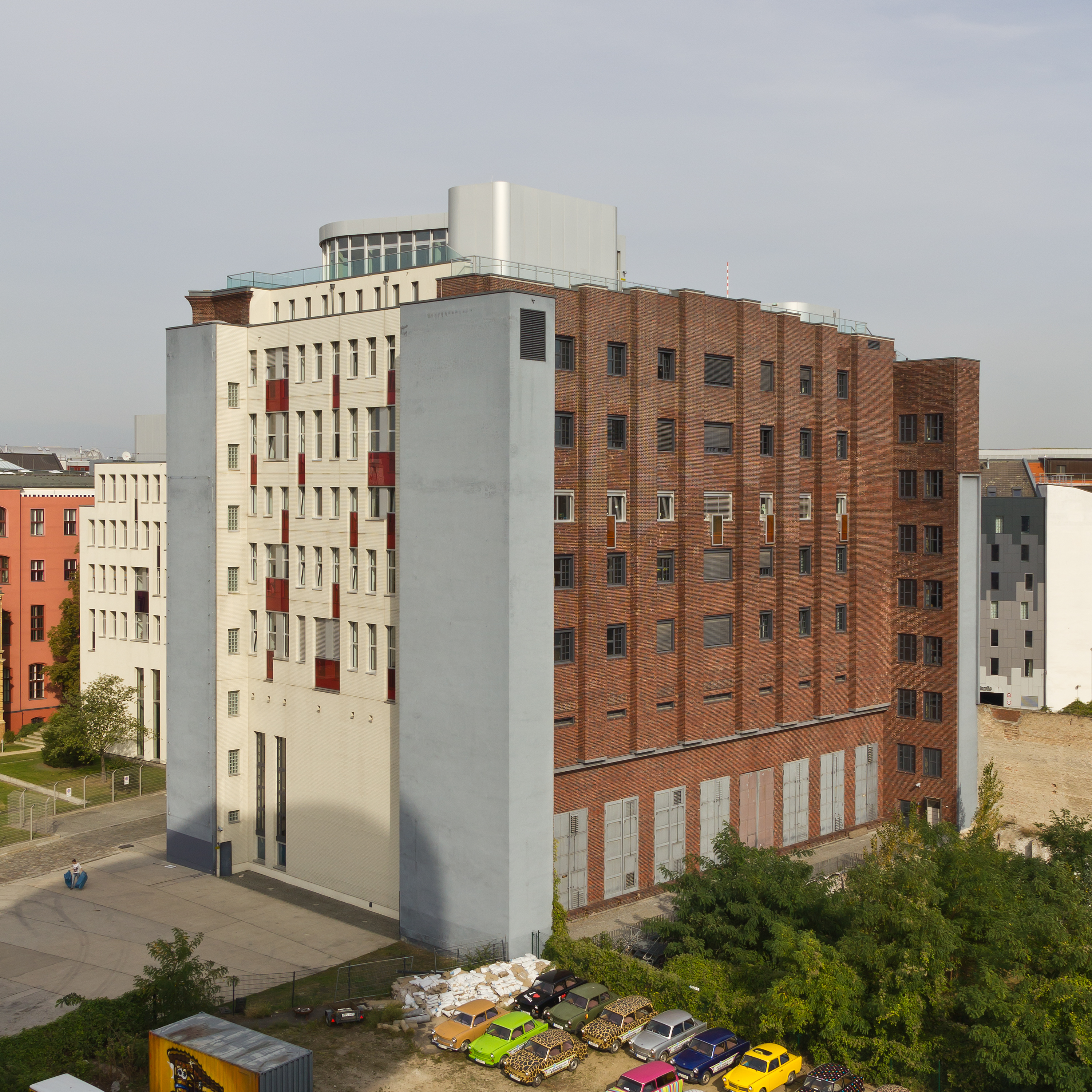
E-Werk (Nr. 43)

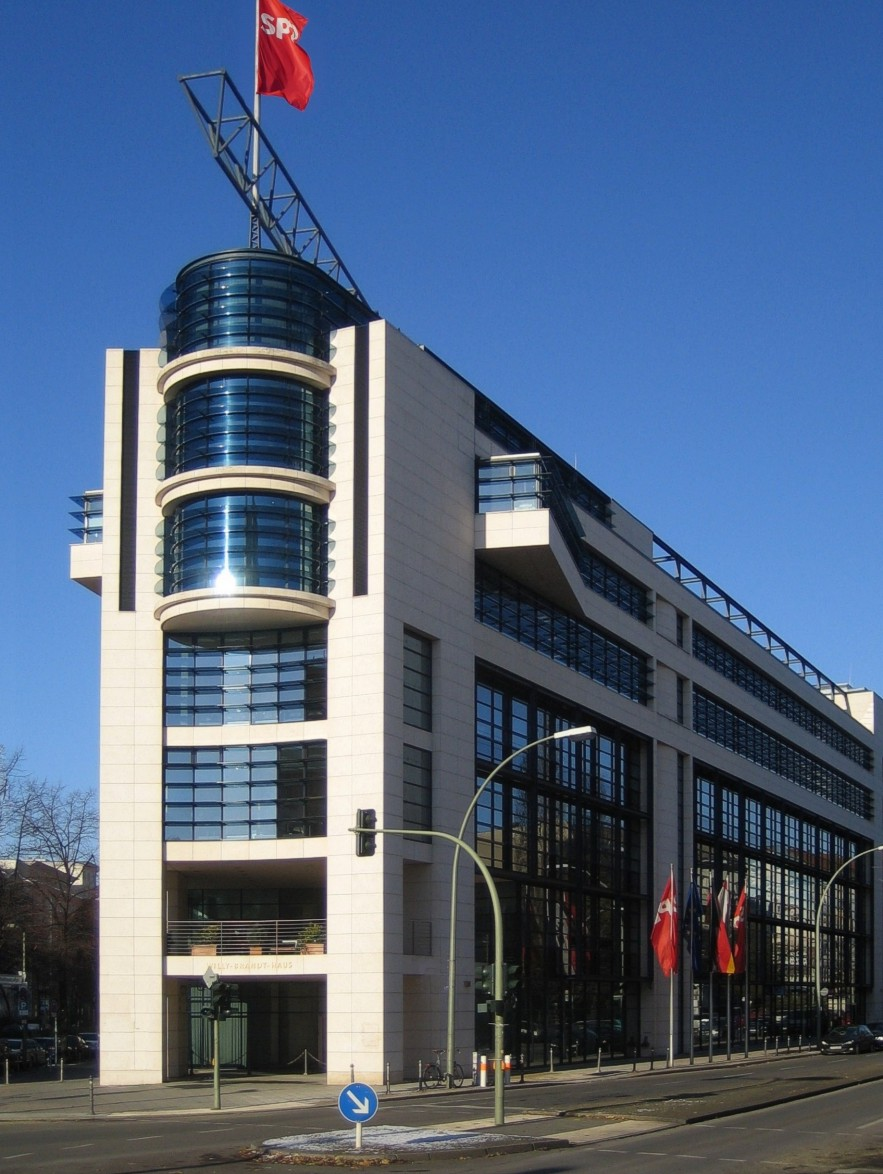
Willy-Brandt-Haus (Nr. 140)

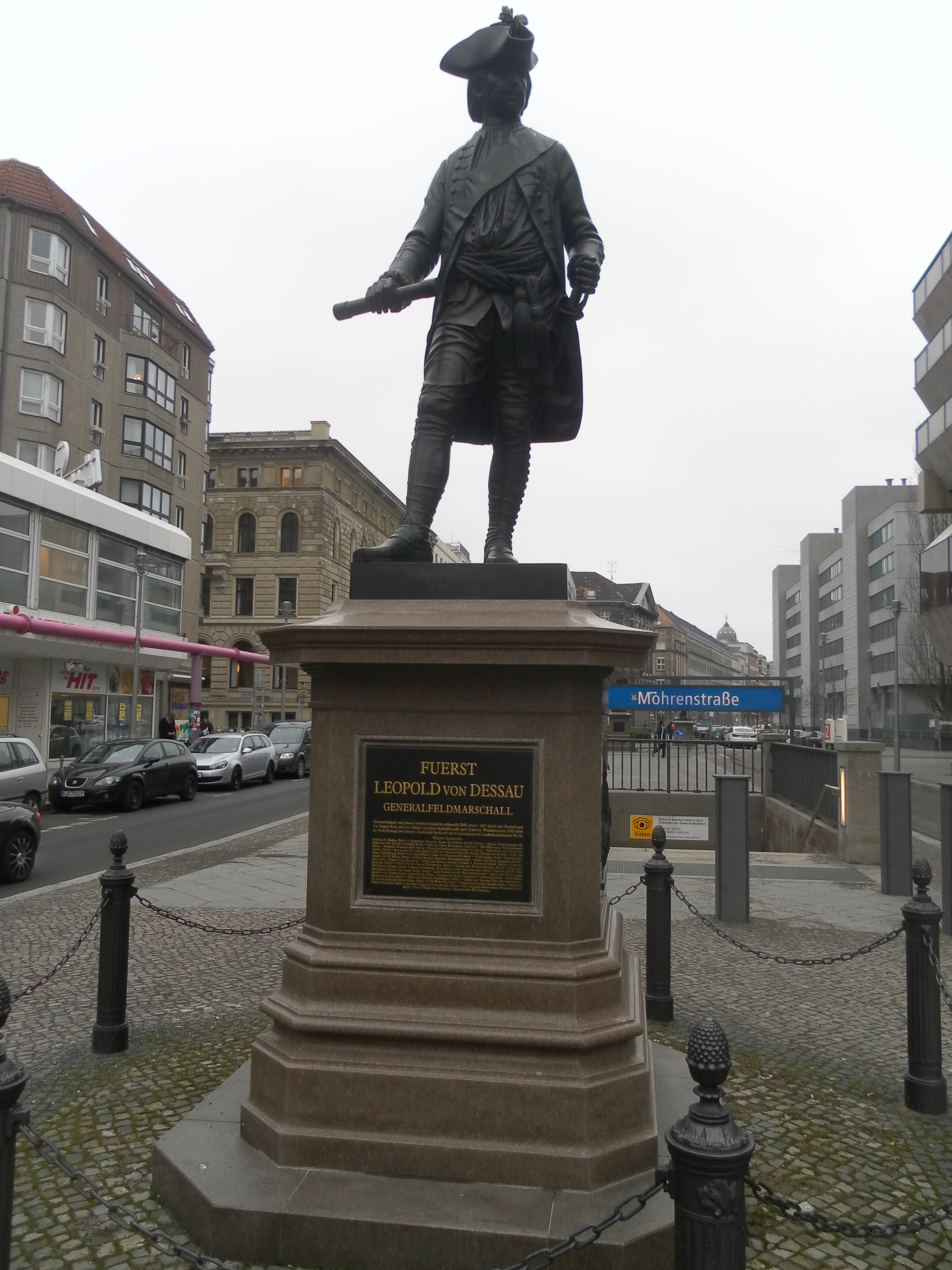
Denkmal des Fürsten Leopold I. an der Ecke Mohrenstraße

Unter dem ersten König in Preußen, Friedrich I., dem Namensgeber der Friedrichstraße, entstand bis 1706 die Friedrichstadt. Diese ließ sein Sohn, der „Soldatenkönig“ Friedrich Wilhelm I., in den 1730er Jahren zusammen mit dem Bau der Berliner Zoll- und Akzisemauer erheblich vergrößern. Die bei dieser Erweiterung angelegte Husarenstraße wurde nach Friedrich Wilhelms Tod 1740 in Wilhelmstraße umbenannt.
An der damaligen Husarenstraße entstanden in deren nördlichem Teil viele Palais von Ministern und persönlichen Vertrauten des Königs, zum Beispiel das für Samuel von Marschall gebaute Palais Marschall. Drei dieser Palais bekamen durch einen Ehrenhof eine besonders repräsentative Gestaltung. Das Palais Schwerin (benannt nach Kurt Christoph von Schwerin), später Palais des Reichspräsidenten, das Palais Schulenburg, danach Reichskanzlei und das Palais Vernezobre, später umgebaut zum Prinz-Albrecht-Palais.
Im südlichen Ende der Straße siedelte sich ab 1737 die aus Böhmen nach Berlin gekommene Herrnhuter Brüdergemeine an.
Zu Beginn des 19. Jahrhunderts nahmen wichtige Ministerien Preußens ihren Sitz in der Straße, mit wenigen Ausnahmen aufgrund des preußischen Sparzwangs nicht in Neubauten. Nach der Reichsgründung 1871 folgten Regierungsbehörden des Deutschen Reiches. Ausländische Botschaften bezogen repräsentative Gebäude in direkter Nähe. Nach der „Machtergreifung“ zog Anfang 1933 das Kabinett Hitler in die Schaltzentralen an der Wilhelmstraße ein. Während der NS-Zeit war an der Wilhelmstraße, in unmittelbarer Nachbarschaft zur Zentrale der Gestapo in der Prinz-Albrecht-Straße 8 (heute: Niederkirchnerstraße), dem Prinz-Albrecht-Palais, das SD-Hauptamt untergebracht, die oberste Führungsstelle des Sicherheitsdienstes des Reichsführers SS (SD). Das SD-Hauptamt wurde 1939 Teil des Reichssicherheitshauptamtes (RSHA), das ebenfalls im Prinz-Albrecht-Palais seinen Sitz hatte.
Im Zweiten Weltkrieg zerstörten alliierte Luftangriffe und die Schlacht um Berlin viele Gebäude zu großen Teilen oder vollständig. Nach der Teilung Berlins war die Wilhelmstraße getrennt in einen nördlichen Bereich, der zu Ost-Berlin und einen südlichen Bereich, der zu West-Berlin gehörte. Die Grenze verlief in Höhe des Straßenzuges Niederkirchner-/Zimmerstraße. Im Kreuzberger Abschnitt entstanden in den 1970er und 1980er Jahren zahlreiche Wohnneubauten, die zum Bestand der Sozialbauten gehören.
Zu DDR-Zeiten ist die zum Teil erhaltene oder wiederaufbaufähige Bebauung der Westseite als Vorgelände der Sektorengrenze und nach 1961 der Berliner Mauer vollständig beseitigt worden. Gegen Ende der 1980er Jahre begann der Ost-Berliner Magistrat dort mit der Anlage eines Wohngebiets aus Plattenbauten sein letztes größeres städtebauliche Projekt zu verwirklichen. Zwischen der Behren- und der Voßstraße entstanden bis zur Wiedervereinigung Berlins Wohn- und Geschäftshäuser in Plattenbauweise. Sie erhielten relativ aufwendige Fassaden und waren ein beliebtes Domizil der DDR-Nomenklatura.
Auf Initiative des Abgeordnetenhauses von Berlin weist seit Beginn der 1990er Jahre eine ständige Straßenausstellung mit gläsernen Infotafeln auf die Standorte früherer Institutionen hin. Auf dem Areal des Prinz-Albrecht-Palais befindet sich der 2010 eröffnete Neubau der Stiftung Topographie des Terrors, die die Straße unter dem Begriff Geschichtsmeile Wilhelmstraße in ihren historischen Bezügen für die Öffentlichkeit aufzuarbeiten versucht.

## Bebauung
In der Wilhelmstraße befanden sich vor 1945 unter anderem folgende Gebäude (damalige Hausnummernzählung):
- Palais Fürstenberg (ab 1899 Sitz der Gesellschaft für Erdkunde zu Berlin) (Nr. 23)
- Reichsschatzamt (ab 1919 Reichsfinanzministerium) (Nr. 60/61, Wilhelmplatz 1/2 und Kaiserhofstraße 1–3)
- Reichskolonialamt (Nr. 62)
- Preußisches Staatsministerium (Nr. 63, ab 1934 Sitz des Pressechefs von Reichsregierung und NSDAP Otto Dietrich)
- Geheimes Zivilkabinett (Nr. 64, ab 1919 Preußisches Staatsministerium, 1933–1941 Stab des Stellvertreters des Führers Rudolf Heß)
- Reichsjustizministerium (Nr. 65)
- Palais Pringsheim (Nr. 67)
- Preußisches Kultusministerium (Nr. 68, ab 1934: Reichsministerium für Wissenschaft, Erziehung und Volksbildung)
- Palais Strousberg (Britische Botschaft) (Nr. 70)
- Reichsministerium für Ernährung und Landwirtschaft (Nr. 72)
- Palais des Reichspräsidenten der Weimarer Republik (Nr. 73, bis 1919: Ministerium des königlichen Hauses)
- Reichsamt des Innern (Nr. 74, ab 1919: Auswärtiges Amt)
- Auswärtiges Amt (Nr. 75/76)[6]
- (Alte) Reichskanzlei (Nr. 77)
- Erweiterungsbau zur (alten) Reichskanzlei (Nr. 78, 1930 fertiggestellt)
- Palais Borsig (Voßstraße 1 Ecke Wilhelmstraße)
- Reichsverkehrsministerium (Nr. 79/80)
- Reichsluftfahrtministerium (Nr. 81–85; jetzt: Detlev-Rohwedder-Haus Nr. 97)
- Die Verkehrswissenschaftliche Lehrmittelgesellschaft hatte hier ihren Sitz (Nr. 87)[7]
- Prinz-Albrecht-Palais (Nr. 102), SD-Hauptamt (Sicherheitsdienst des Reichsführers SS); ab 1939 Reichssicherheitshauptamt (RSHA), zusätzlich Häuser 101, 103–105 und ab 1937 Nr. 106 (davor SA-Obergruppenführung Berlin-Brandenburg)
- Ordenspalais (Wilhelmplatz 8/9), Reichsministerium für Volksaufklärung und Propaganda

In der zu DDR-Zeiten in Otto-Grotewohl-Straße (zu Ehren des DDR-Politikers Otto Grotewohl) umbenannten Straße hatten seit den 1970er Jahren folgende diplomatische Vertretungen ihren Sitz:
Nummer 3a (jetzt: Wilhelmstraße 66):
- Demokratische Republik Afghanistan
- Griechische Republik
- Islamische Republik Pakistan
- Republik der Philippinen
- Portugiesische Republik
- Königreich Schweden
- Republik Simbabwe
- Syrische Arabische Republik
- Republik Zaire

Nummer 5 (jetzt: Wilhelmstraße 65):
- Königreich der Niederlande
- Königreich Norwegen
- Republik Österreich
- Republik Venezuela

In der Wilhelmstraße befinden sich unter anderem folgende Einrichtungen (Stand: Ende 2020):
- E-Werk (Nr. 43)
- Botschaft der Tschechischen Republik (Nr. 44)
- Bundesministerium für Arbeit und Soziales (Nr. 49, im Erweiterungsbau des früheren Ordenspalais), Haupteingang im Hofmarschallhaus (früher: Wilhelmplatz)
- Bundesministerium für Ernährung und Landwirtschaft (Nr. 54, früher: Geheimes Zivilkabinett, Nr. 64), einer der wenigen erhaltenen repräsentativen Altbauten, die im Krieg nicht zerstört wurden und mit dem Umzug der Regierung von Bonn nach Berlin denkmalgerecht saniert wurden[9]
- Matthias-Erzberger-Haus des Bundestags an der Ecke Wilhelmstraße/Unter den Linden
- Robert-Koch-Forum mit Einstein Center Digital Future (Nr. 67)
- ARD-Hauptstadtstudio (Nr. 67a, an der Ecke zum Reichstagufer)
- Britische Botschaft (Nr. 70/71)
- Bundesfinanzministerium (Nr. 97, Detlev-Rohwedder-Haus)
- Ausstellungsgelände Topographie des Terrors (es grenzt ebenfalls an die Wilhelmstraße und hat dort einen Nebeneingang an der einstigen Nr. 98)
- Bundeszentrale der SPD (Nr. 140, Willy-Brandt-Haus, an der Ecke zur Stresemannstraße)

Bemerkenswert sind auch weitere Baudenkmale wie die 1868 errichtete Gemeindeschule (Wilhelmstraße 116/117) oder das ebenfalls aus dem 19. Jahrhundert stammende Verwaltungsgebäude Hausnummer 65/66 sowie Teile von Wohngebäudeensembles, deren eine Seite an die Wilhelmstraße grenzt (siehe: Plattenbauten an der Berliner Wilhelmstraße).
Am 8. November 2011 wurde an der Ecke zur Straße An der Kolonnade das 17 m hohe Denkzeichen Georg Elser zur Erinnerung an den Hitler-Attentäter Georg Elser eingeweiht.
In unmittelbarer Nähe befindet sich das Denkmal für die ermordeten Juden Europas mit seinen rund 2700 Stelen.

## Namenswechsel
Die nach 1731 unter dem Namen Husarenstraße angelegte Straße wurde um 1740 nach dem seinerzeit verstorbenen König Friedrich Wilhelm I. umbenannt.
In Verbindung mit dem Ausbau der Friedrichstadt wurde die Wilhelmstraße verlängert. Diese Verlängerung erhielt 1822 den Namen Neue Wilhelmstraße.
Der im Ortsteil Mitte verlaufende, seinerzeit zu Ost-Berlin gehörende Straßenabschnitt der Wilhelmstraße (von der Zimmerstraße bis Unter den Linden) und der Neuen Wilhelmstraße wurden 1964 in Otto-Grotewohl-Straße umbenannt. Seit 1993 heißt der komplette Straßenzug bis zum Reichstagufer wieder Wilhelmstraße, nachdem auch andere Namen wie beispielsweise Toleranzstraße diskutiert wurden. In Richtung Norden geht die Wilhelmstraße auf der Marschallbrücke (zwischen Reichstagufer und Schiffbauerdamm) heute nahtlos in die Luisenstraße über, indem die frühere Neue Wilhelmstraße einbezogen blieb. Dies führte dazu, dass bei der Rückbenennung 1993 die ringförmig laufende Hausnummerierung, deren Anfangs- und Endabschnitt im West-Berliner Abschnitt stets erhalten geblieben war, zwar wieder ergänzt werden konnte, jedoch nicht die historisch bedeutenden Grundstücke wieder ihre alten Hausnummern erhielten.
Der ehemals an der Straße liegende Wilhelmplatz existiert heute nicht mehr, er wurde großenteils mit Plattenbauten (im Norden) und der Tschechischen Botschaft (im Süden) überbaut. Der östlich anschließende Zietenplatz wurde wiederhergestellt. Die Denkmäler preußischer Feldherren, wie die des Fürsten Leopold I., des Berliner Bildhauers August Kiß wurden wiedererrichtet.

## Persönlichkeiten
- In der zweiten Etage des Hauses 3a befanden sich die Verlagsräume der Zeitschrift Zukunft seit ihrer Gründung 1892 bis zum Weggang ihres Herausgebers Maximilian Harden von Berlin im Jahr 1922.
- Im Haus Nr. 12 kam am 17. August 1885 der spätere Schriftsteller Kurt Hiller zur Welt, das „Schandmaul der Weimarer Republik“ genannt.
- Im Haus Nr. 16 (heute: Nr. 67a) an der Ecke zum Reichstagufer befand sich die Dienstwohnung des jeweiligen Direktors des Physikalischen Instituts der Friedrich-Wilhelms-Universität, beispielsweise Walther Nernst in den 1930er Jahren.
- Im Haus Nr. 23 wohnte der am 7. Januar 1903 in München geborene Geograf, Schriftsteller und Widerstandskämpfer Albrecht Haushofer, wegen seiner mächtigen Gestalt von seinen Freunden „Elefant“ genannt. Das Haus (Palais Fürstenberg) gehörte der Gesellschaft für Erdkunde zu Berlin, deren Generalsekretär Haushofer war, weswegen er hier eine Dienstwohnung beziehen konnte.
- Im Haus Nr. 39 wohnte der Maler Adolph Menzel mit seinen Eltern seit 1830. Da der Vater zwei Jahre später starb, musste der Sohn mit lithografischen Arbeiten die Familie ernähren. 1839 zog die Familie in die Zimmerstraße.
- In der zweiten Etage des Hauses Nr. 43 wohnte seit 1880 der Schriftsteller Otto Brahm, der neben Theodor Fontane Theaterkritiken für die Vossische Zeitung schrieb. Er zog 1906 aus seiner Junggesellenwohnung in eine größere am Luisenplatz.Blick auf die ehemalige Dienstwohnung von Konrad Adenauer, 2015

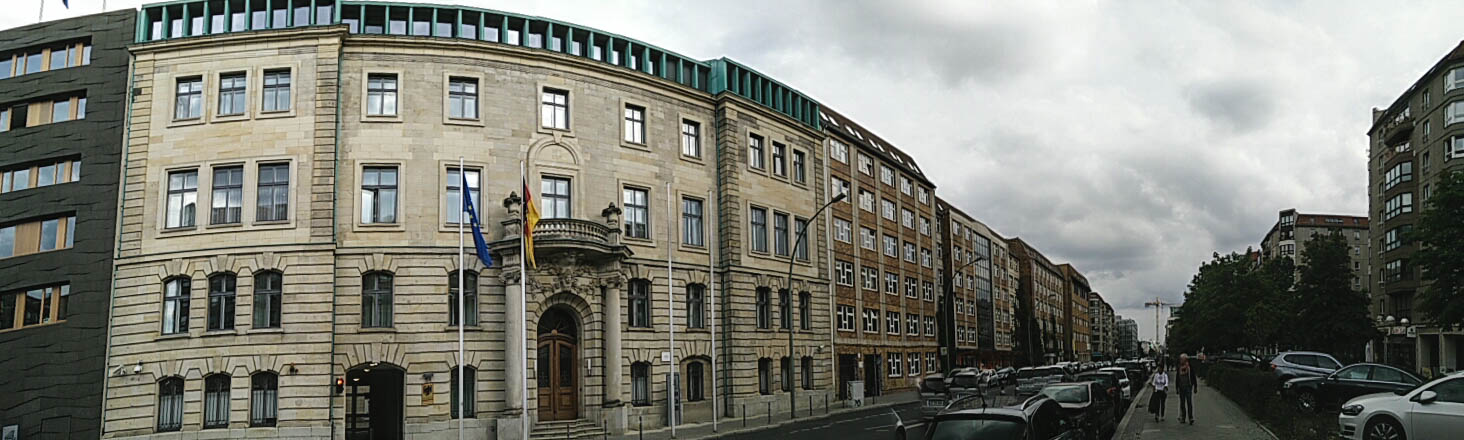
Blick auf die ehemalige Dienstwohnung von Konrad Adenauer, 2015

- Im Haus Nr. 54 wohnte Konrad Adenauer als Präsident des Preußischen Staatsrates von Mai 1931 bis März 1933.
- Im früheren Haus Nr. 59 wohnte um 1800 Karl vom Stein zum Altenstein, von 1842 bis 1851 war es Residenz von John Fane 11th Earl of Westmorland (1784–1859), dem britischen Gesandten in Preußen und von 1852 bis 1856 bewohnte Alfred Rücker als Ministerresident für Hamburg das Stadtpalais. 1905 wurde es abgerissen[13] und das Grundstück neu bebaut. In den 1970er Jahren baute die DDR hier in der Otto-Grotewohl-Straße 13a ein neues Wohnhaus nach Plänen von Helmut Stingl. Nachdem die damalige Wohnungsbaugesellschaft nach der politischen Wende alle Wohnbauten an eine Schweizer Immobilienfirma verkauft hatte, begann der neue Eigentümer mit dem Abriss, zuerst mit dem Wohnhaus Nr. 59. Es sollte Platz für neue Eigentumswohnungen geschaffen werden. Kurze Zeit später beschloss der Senat, die übrigen Plattenbauten unter Denkmalschutz zu stellen, so war die Nr. 59 das erste und einzige Gebäude, das tatsächlich abgetragen wurde. Nur hier wird nun auch neu gebaut.[14]
- Im Haus Nr. 63 wohnte Jacob Burckhardt seit dem 27. September 1841, nachdem er von seinen Reisen durch das Rheinland und Belgien nach Berlin zurückgekehrt war. Er unterrichtete hier den Sohn des holländischen Gesandten („von 11 Uhr morgens bis 9 Uhr abends“) und gab Stellung und Wohnung Ende September 1842 wieder auf, um an den Schiffbauerdamm zu ziehen.
- Im Haus Nr. 68 wohnte in den Wintermonaten 1830/1831 Friedrich de la Motte Fouqué, der Verfasser der Undine.
- Im Haus Nr. 73 befand sich das Palais des Grafen Schwerin. Hier hatte der Philosoph Friedrich Schleiermacher seine letzte Wohnung. Er starb in diesem Haus am 12. Februar 1834 an einer Lungenentzündung.
- Im Haus Nr. 78 wohnten zwei Wochen nach ihrer Heirat Achim und Bettina von Arnim (geborene Bettina Brentano) im Gartenhaus des Vossischen Palais. Das Palais lag an der jetzigen Kreuzung Wilhelm-/Voßstraße. Im Frühjahr 1814 zog man aus finanziellen Gründen auf das Gut Wiepersdorf bei Jüterbog zurück.
- In das damals neu erbaute Haus Nr. 97 zog 1836 der Schriftsteller Willibald Alexis ein, von der Zimmerstraße her. Es wurde bald eine Begegnungsstätte der literarischen und künstlerischen Gesellschaft Berlins. Im Herbst 1837 zog Emanuel Geibel von der Französischen Straße zu ihm und genoss die „großartige Aussicht von meinem Turmzimmer“. Das Haus musste später dem Durchbruch der Zimmerstraße Platz machen.
- Haus Nr. 102 war das Prinz-Albrecht-Palais, in dem von 1772 bis 1787 Amalie von Preußen und später Prinz Albrecht von Preußen lebten.